# Ambilobe

Bandera

Ambilobe és una ciutat, commune en francès, kaominina, en malgaix, de Madagascar. Pertany al districte d'Ambilobe que forma part de Regió Diana. Segons el cens de 2011 tenia 56.000 habitants.

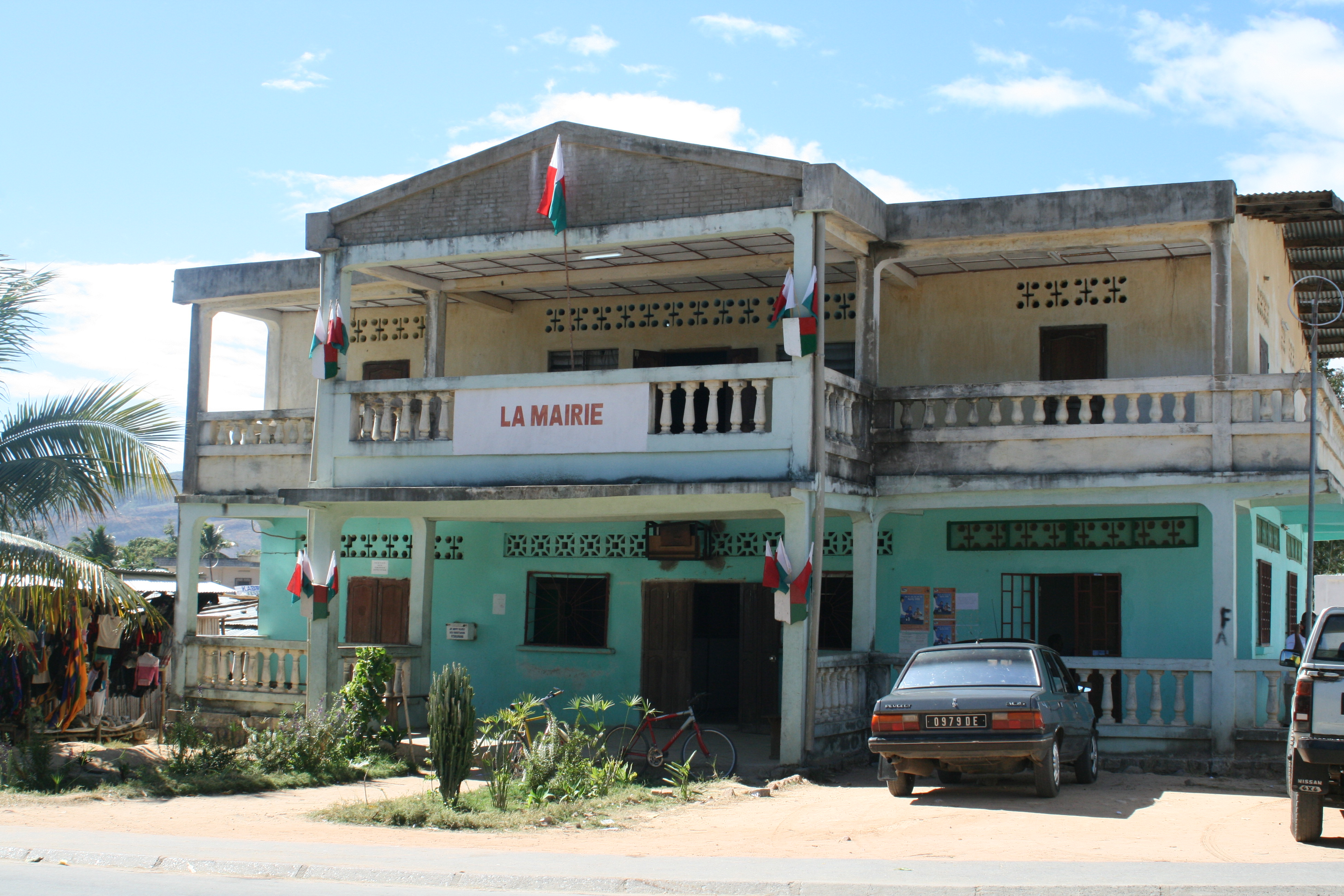
Casa consistorial d'Ambilobe

## Geografia
Està situada a la riba del riu Mahavavy, a 47 m d'altitud, i en la intersecció de les Route nationales 6 i 5 a la Regio Sava.
Té escoles i hospitals. Els conreus més importants de la zona són la canya de sucre, el cotó l'arròs i el tomàquet. La indústria proporciona feina al 13% dels seus habitants.
Albert Zafy, el president de Madagascar des de 1993 a 1996 hi va néixer.
Té un aeroport.

### Clima
Té un clima tropical monsònic, Segons la classificació de Köppen desgnat com Am.